# Сенницы (усадьба)
Сенни́цы — усадебный комплекс в одноимённом селе, бывшем родовом имении дворянского рода Гагариных. Расположен в Озёрском районе Московской области на берегу реки Сенницы. Первым известным владельцем являлся князь Матвей Гагарин. Под его руководством в имении был создан полноценный архитектурный комплекс из особняка, пяти каскадных прудов, парка и хозяйственных построек, а деревянную сельскую церковь перестроили в каменный храм Вознесения под руководством ярославского крестьянина Григория Евсеева. Среди владельцев были члены влиятельных дворянских семей — Виельгорские, Голицыны, Матюшкины, Келлеры, однако фактически имение всю свою историю переходило по наследству к потомкам Гагариных по материнской линии. Комплекс неоднократно перестраивался в соответствии со вкусами новых хозяев, тем не менее общая планировочная структура сохранилась неизменной.
Своего расцвета усадьба достигла в конце XIX — начале XX веков, когда принадлежала графу Фёдору Келлеру и его супруге Марии Александровне. В этот период в Сенницах были построены электростанция и четыре фабрики по производству ткани. Старший сын Келлеров Александр и его дочь стали последними владельцами поместья, а два года спустя после революции они эмигрировали во Францию. В 1919—1920 годах усадьба была национализирована, всё имущество Келлеров и обстановка расхищены. В 1930-х сгорел главный особняк, к середине XX века большая часть зданий разрушилась. В 1990-х годах провели частичную реставрацию дома управляющего и конюшни, в церкви Вознесения возобновили службы.

## История

### Гагарины

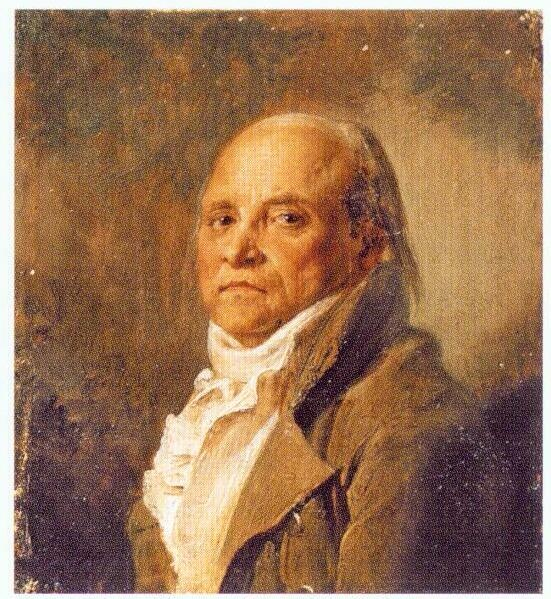
Генерал Матвей Алексеевич Гагарин, портрет работы Сальваторе Тончи, конец XVIII века

Первое упоминание о селе Сенницы, стоящем на берегу одноимённой малой реки, обнаружено в платёжных книгах архива Рязанской губернии за 1574 год. В 1676-м в его состав уже входили 63 двора с церковью и лугом. Село было родовой вотчиной рода Гагариных, в начале XVIII века им владел князь Матвей Петрович, первый губернатор Сибири и бывший комендант Москвы. Он был одним из самых состоятельных людей государства и вложил значительные средства в обустройство приозёрской усадьбы: тогда выкопали пять каскадных прудов, в центре каждого из которых находился «островок с экзотами». По заказу Гагарина в период между 1701—1703 годами деревянную сельскую церковь перестроили в камне, в 1707-м — освятили. Многоярусный храм на высоком подклете отличался вытянутой по колокольне формой и получил выразительное оформление в духе «нарышкинского барокко». По периметру церковь окружали аркадные галереи, в приделе находилась родовая усыпальница Гагариных. Точных сведений о создателе не сохранилось, однако согласно мнению исследователей, по стилю здание очень напоминает школу архитектора Якова Бухвостова. Некоторые источники называют автором зодчего Григория Евсевьева.
К 1721 году усадебный комплекс включал хозяйство из нескольких амбаров и служб, конюшню, скотный и птичий дворы. Вся территория логически делилась на три части — парадную, хозяйственную и церковную. Большой деревянный господский дом на подклетах стоял на высоком обрывистом берегу Сеннички, к нему примыкали плодовый сад и пруды. На противоположном более пологом берегу находились дома прислуги и хозяйственные дворы.
Главный дом был обставлен мебелью из морёного дуба в китайской коже, стены украшали иконы в окладах из золота и серебра. Усадебный сад в основном состоял из плодовых деревьев, к особняку примыкала оранжерея. Согласно легенде, после окончания реконструкции усадьбы Гагарин пригласил осмотреть её императора Петра I и, желая поразить того размахом, приказал усыпать подводящую к главному дому дорогу серебряными монетами. Пётр I пришёл в ярость от такой расточительности и гневно воскликнул, что «в государстве, где денег не хватает на самое необходимое, где сам царь, подавая пример бережливости, ходит в штопаных носках, есть величайшая подлость сорить деньгами, бросать их под ноги на дорогу».
Матвей Петрович Гагарин был осуждён за лихоимство и показательно казнён в 1721 году по личному приказу императора. Согласно легенде, тело повешенного князя в течение трёх лет не хоронили, для устрашения мздоимцев, но, по мнению историков и краеведов, после нахождения на виселице в течение семи месяцев, останки князя, в конечном счёте, всё же были погребены в Сенницах в церкви Вознесения. Всё имущество князя раздали участникам разбирательства по его делу. В собрании протоколов Верховного тайного совета сохранилась история разрешения многолетнего имущественного спора — сразу после суда село и усадьбу по челобитной отписали генерал-аншефу Ивану Дмитриеву-Мамонову. После прошения вдовы князя Гагарина Евдокии Степановны (в девичестве Траханиотовой) Сенницы вернули семье. Однако тремя годами позднее Гагариной решено было вернуть деревни, которые изначально входили в её приданое, а Сенницы снова передать Дмитриеву-Мамонову. Пока длилась тяжба, к 1724 году из села сбежали или были вывезены 150 крестьян из 330, а хозяйство пришло в упадок, поэтому «во избежание последующего разорения» село вернули вдове, а в 1725-м — её сыну, Алексею Матвеевичу Гагарину. Документ подписали лично сенаторы Семён Салтыков, Алексей Долгорукий, Юрий Нелединский-Мелецкий, Фёдор Наумов и губернатор Алексей Черкасский.
В начале 1770-х годов внук первого владельца генерал Матвей Алексеевич начал перестройку усадьбы в стиле раннего классицизма со свойственной ему строгостью и геометричностью планировки. Вместо старого деревянного особняка возвели каменный двухэтажный дом с мезонином, оформленный колоннами и портиком в ионическом ордере. С двух сторон парадного двора построили квадратные флигеля, увенчанные шпилями. В саду за главным домом была организована симметричная звёздчатая система аллей парка, а вдоль дороги к церкви и хозяйственному двору высажены липы. В общих чертах эта планировка усадьбы сохранилась при всех последующих перестройках.
После смерти Матвея Алексеевича Сенницы унаследовала его сестра Дарья Алексеевна, в замужестве — Голицына. После её кончины в 1798 году владелицей усадьбы стала вторая сестра — Анна, от неё имение перешло к ветви Виельгорских.

### Виельгорские

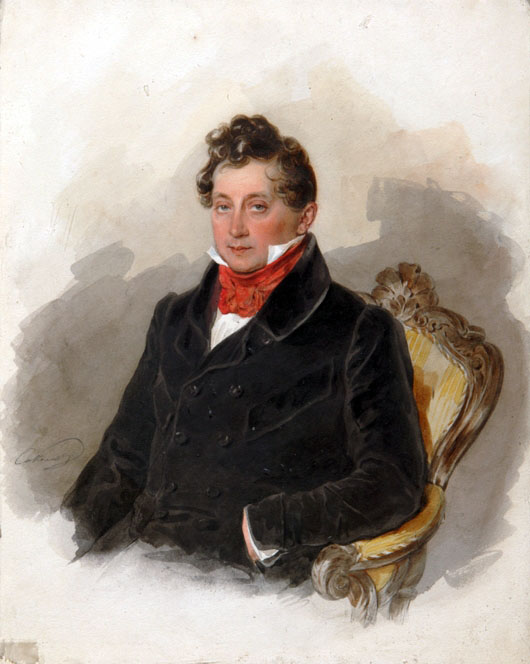
Михаил Виельгорский, портрет работы Петра Соколова, 1840-е годы

Примерно до 1816 года Сенницы принадлежали графу Михаилу Виельгорскому. После смерти своей первой супруги он повторно женился — на католичке свояченице Луизе Карловне Бирон. Этот брак стал одним из главных скандалов в истории русского двора: обе семьи имели высокое положение в обществе, а союз был воспринят как неподобающее нарушение церковных канонов. Уже на следующий день после венчания по православному обряду молодожёны известили о нём императора Александра I и Марию Фёдоровну. «С великим неудовольствием было дано августейшее дозволение обвенчаться» и в католичестве.
Среди друзей Виельгорских были выдающиеся учёные и деятели искусства своего времени: агроном Иван Барятинский, писатели Пётр Вяземский, Владимир Соллогуб, Николай Гоголь, Александр Булгаков и другие. Виельгорский был одним из крупнейших меценатов России и много помогал литераторам, художникам и музыкантам. В числе прочего материально поддерживал семью Александра Пушкина, совместно с Петром Вяземским организовал выкуп талантливого крепостного скрипача Семёнова у канцлера Алексея Куракина. В девяти километрах от Сенниц в деревне Дулебино располагалась усадьба семьи писателя Дмитрия Григоровича, который часто гостил у Виельгорских и включил воспоминания об этих визитах в свои мемуары.
После смерти Михаила Виельгорского Сенницы унаследовали его дочь Анна с супругом князем Александром Шаховским. По его заказу в 1877 году Вознесенская церковь была расширена: к ней пристроили два боковых крыла и выразительную балюстраду. Позднее усадьба и село перешли к дочери Шаховских Марии Александровне, в замужестве — графине Келлер.

### Келлеры

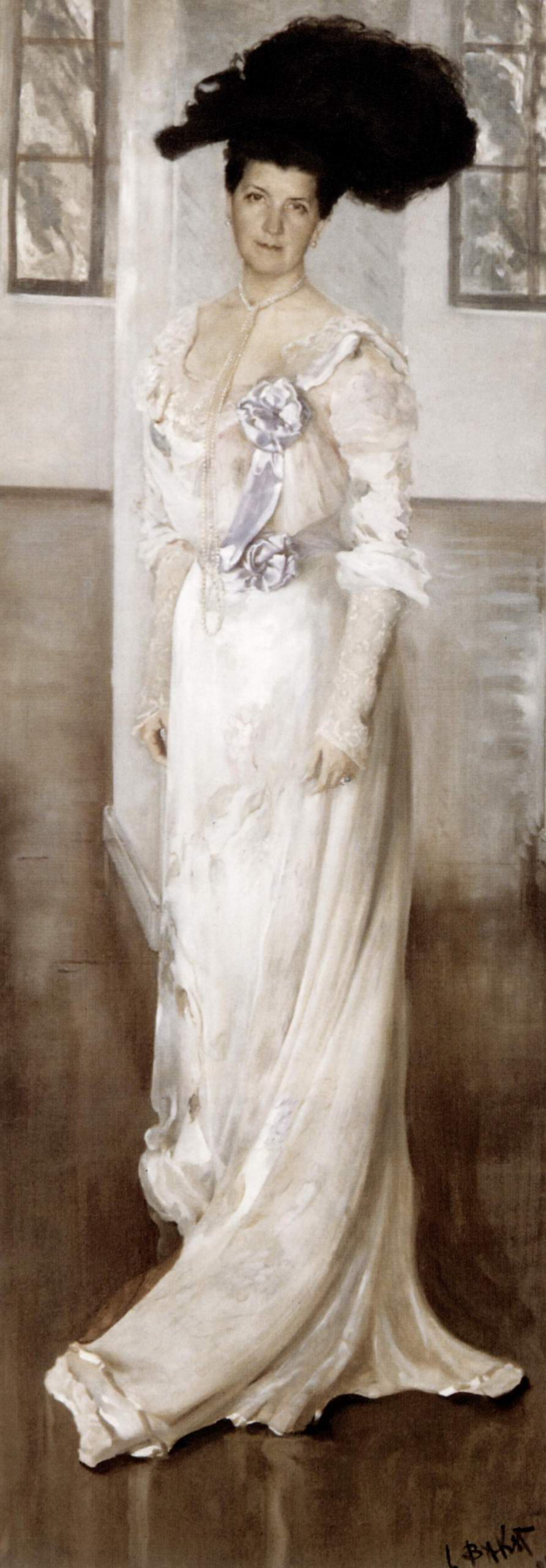
Графиня Мария Александровна Келлер, урождённая Шаховская (1861—1944), портрет работы Льва Бакста, 1902 год

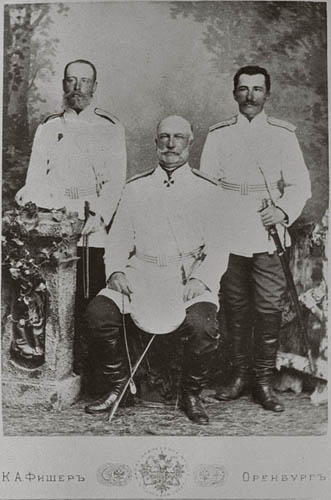
Граф Келлер Эдуард Фёдорович (1819—1903) с сыновьями Фёдором (справа) и Александром (слева), снимок до 1903 года

Период расцвета усадьбы Сенницы пришёлся на конец XIX — начало XX веков, когда ею управлял граф Фёдор Келлер. Под его руководством в 1888—1904 годах усадьбу перестроили согласно царившей тогда в обществе архитектурной моде на английский стиль. Главный особняк был сложен из красного кирпича и получил оформление в западноевропейской «замковой» манере с элементами готики — характерными щипцами, башенками, рустованными стенами и высокой крышей. Перед ним располагались фонтан с объёмной чашей, цветник и каменная лестница к каскадным прудам. В английском стиле были выдержаны остальные здания ансамбля — гостевой флигель и многочисленные служебные постройки. По единой оси с графским особняком шла центральная аллея парка, переходившая в дорогу на Зарайск.
Чтобы предотвратить оползни вдоль реки и оврага, по заказу Келлера швейцарский учёный Рудольф Юльевич Обрехт разработал план залесения прилегающих земель. По его проекту высадили деревья на территории свыше 2000 га. Для усадебного парка были привезены из-за границы саженцы свыше 300 видов, недалеко от особняка в саду из растений создали игровой лабиринт. Для Обрехта в усадьбе был построен отдельный дом — двухэтажное здание в стиле зрелого классицизма с выразительными декоративными колоннами и сандриками.
Также по инициативе Келлера в усадьбе появились мельница и электростанция, в селе построили 11 различных предприятий, в их числе четыре суконные фабрики. Благодаря им крестьяне Сенниц могли зарабатывать собственные деньги, село процветало: оборот только по производству ткани превышал 18 тысяч рублей, а общий годовой — до 40 тысяч 200 рублей. Число жителей превысило тысячу. Супруга Фёдора Эдуардовича Мария Александровна занималась благотворительностью: на её средства были построены и содержались сельские ясли, школа, приют, больница и земское училище.
В 1894 году девятилетняя дочь Келлеров Мария разбилась, катаясь на санках с горки. В память о ней в усадьбе была построена усыпальница с оранжереей, архитектором выступил Николай Султанов. Небольшой ажурный павильон на металлическом каркасе обогревался встроенной печью, поэтому внутри круглый год цвели тропические растения.

### После революции
Долгое время усадьба оставалась нетронутой, местные жители относились уважительно к бывшим владельцам и не посягали на покинутое имущество. Несколько лет спустя областные власти официально разрешили «экспроприацию» — тогда была расхищена вся обстановка, предметы мебели и интерьера, в поисках наградного оружия вскрыли усыпальницу. В главном особняке открыли приют для детей-сирот, а в оранжереях над гробницами стали хранить сено. Уже в 1920-х годах господский особняк, построенный при Фёдоре Келлере, полностью сгорел — согласно воспоминаниям местных жителей, «пожар длился неделю, а сжёг его проворовавшийся директор детского дома». Единичные вещи были переданы в музей, так сохранился портрет графини Келлер работы Льва Бакста. Последний владелец усадьбы — Александр Фёдорович — увлекался орнитологией и ботаникой, часть его коллекций минералов и гербариев до сих пор хранится в Зарайском музее.
Парк оставался местом отдыха и прогулок до 1970-х годов. 4 декабря 1974 года усадебному комплексу был присвоен статус объекта культурного наследия, Сенницы были включены в «зелёную зону» Москвы и переданы в ведение музеев Московского Кремля в аренду на 50 лет. В 1992-м была предпринята попытка реставрации — под руководством Сергея Васильевича Демидова отремонтировали конюшню и дом управляющего, но без последующего ухода здания скоро снова вернулись к аварийному состоянию. Большая часть усадебного ансамбля разрушена. Сохранились фрагменты электростанции, домов для прислуги и усыпальницы. Бывший дом экономки с кухней, прачечная и дом лесника после Второй мировой войны были переоформлены в жилищный фонд для погорельцев, несколько семей получили в них официальную прописку. Значительная часть деревьев редких видов вырублена, некоторые участки усадебной территории отчуждены частными ограждениями. В удовлетворительном состоянии находится только храм Вознесения, с середины 1990-х годов в нём проходят службы. В 2015—2016 годах на средства Благотворительного фонда Московской епархии храм был восстановлен, торжественное освящение состоялось 31 июля 2016-го.

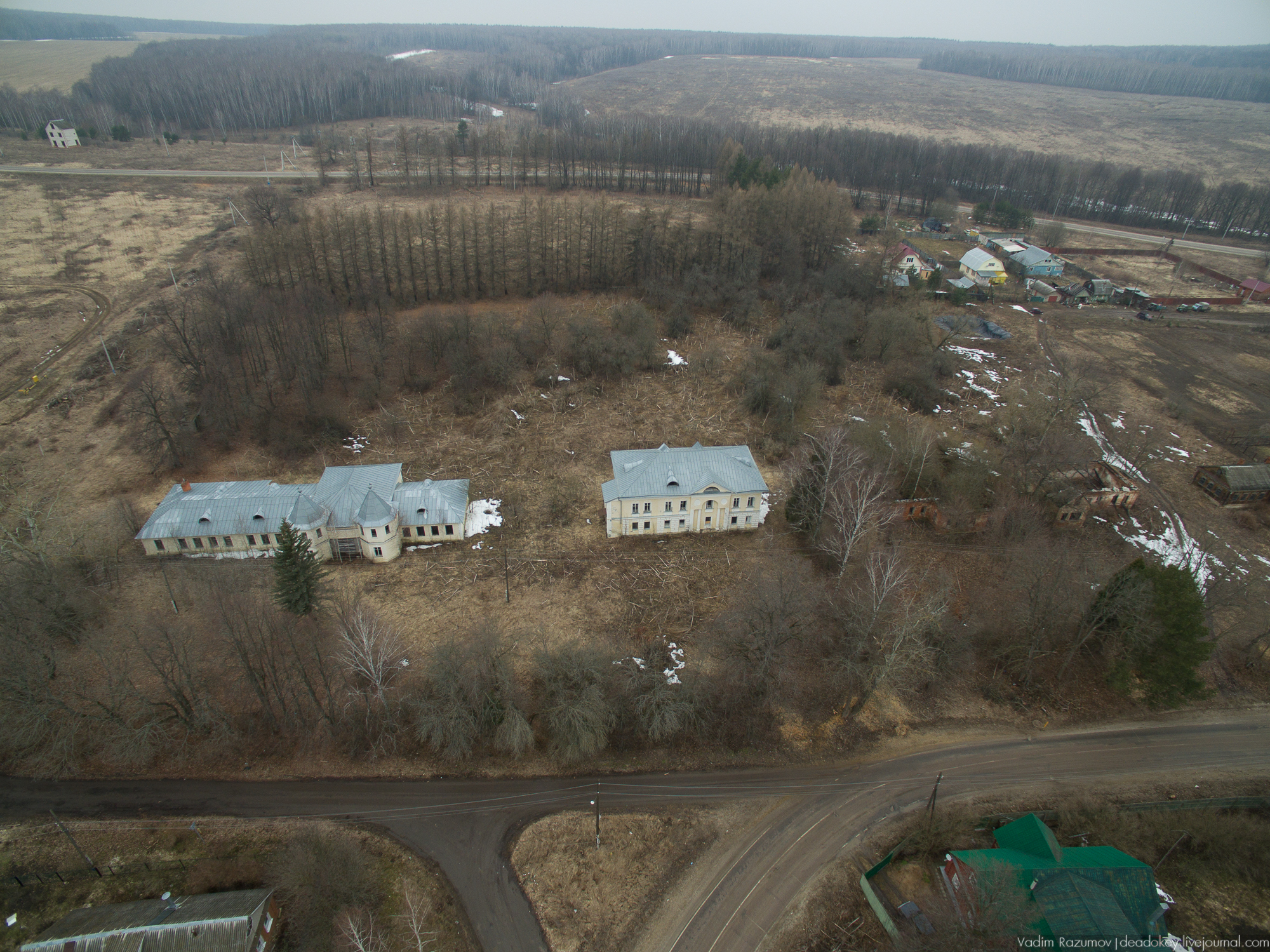
Вид на флигель и конюшню, аэрофотосъёмка, 2017 год
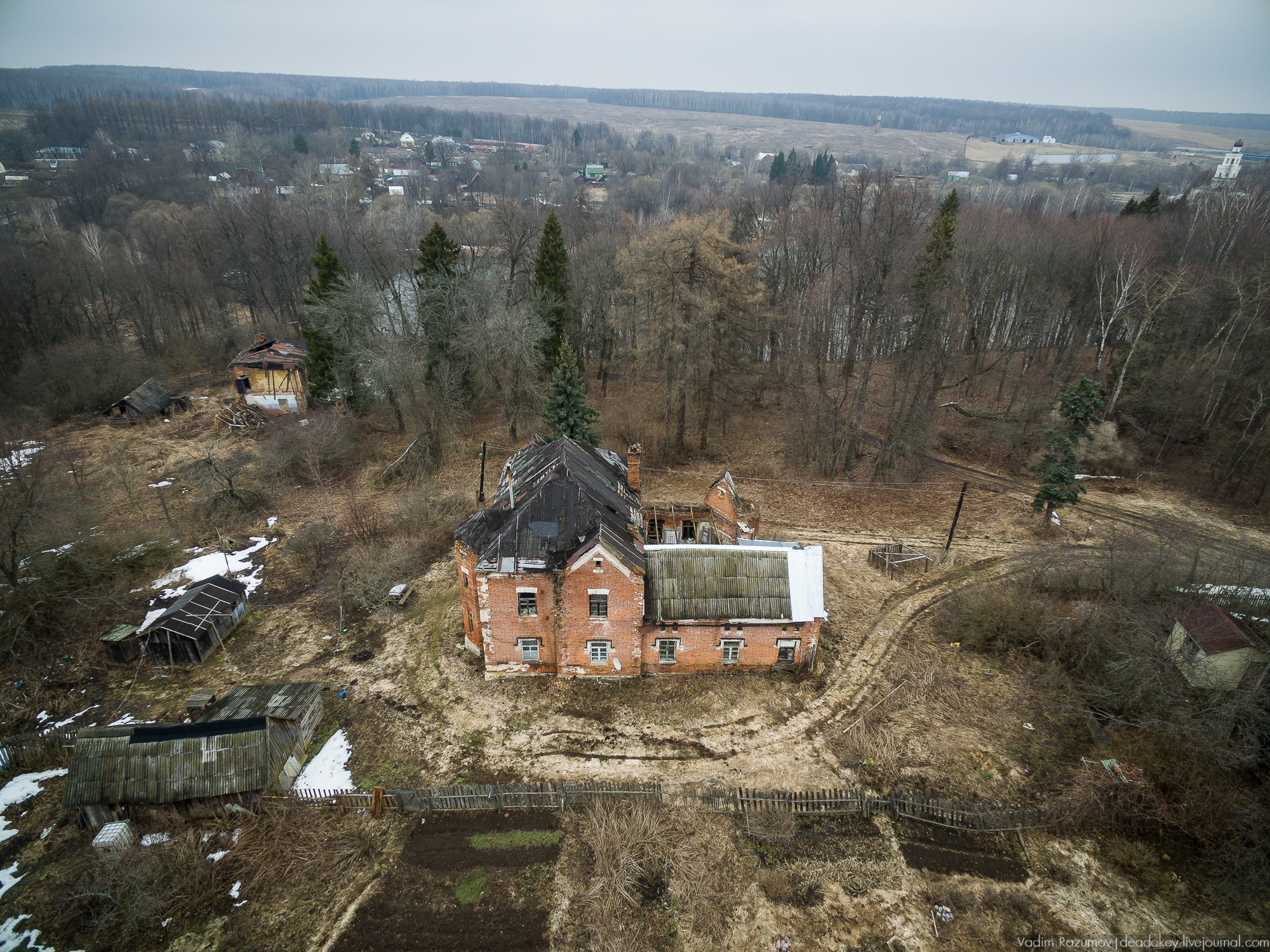
Вид на гостевой флигель, аэрофотосъёмка, 2017 год
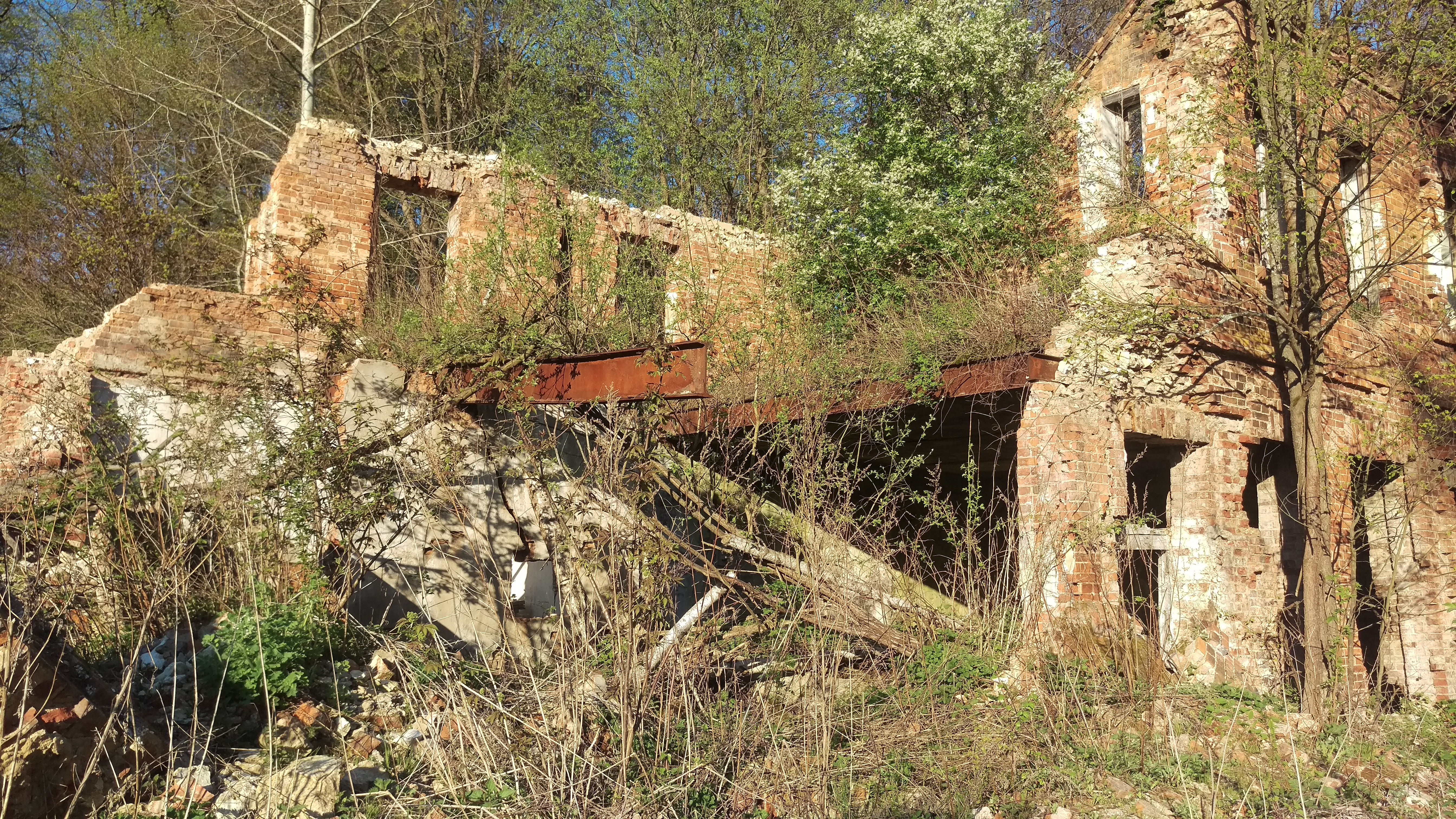
Руины мельницы, 2016 год
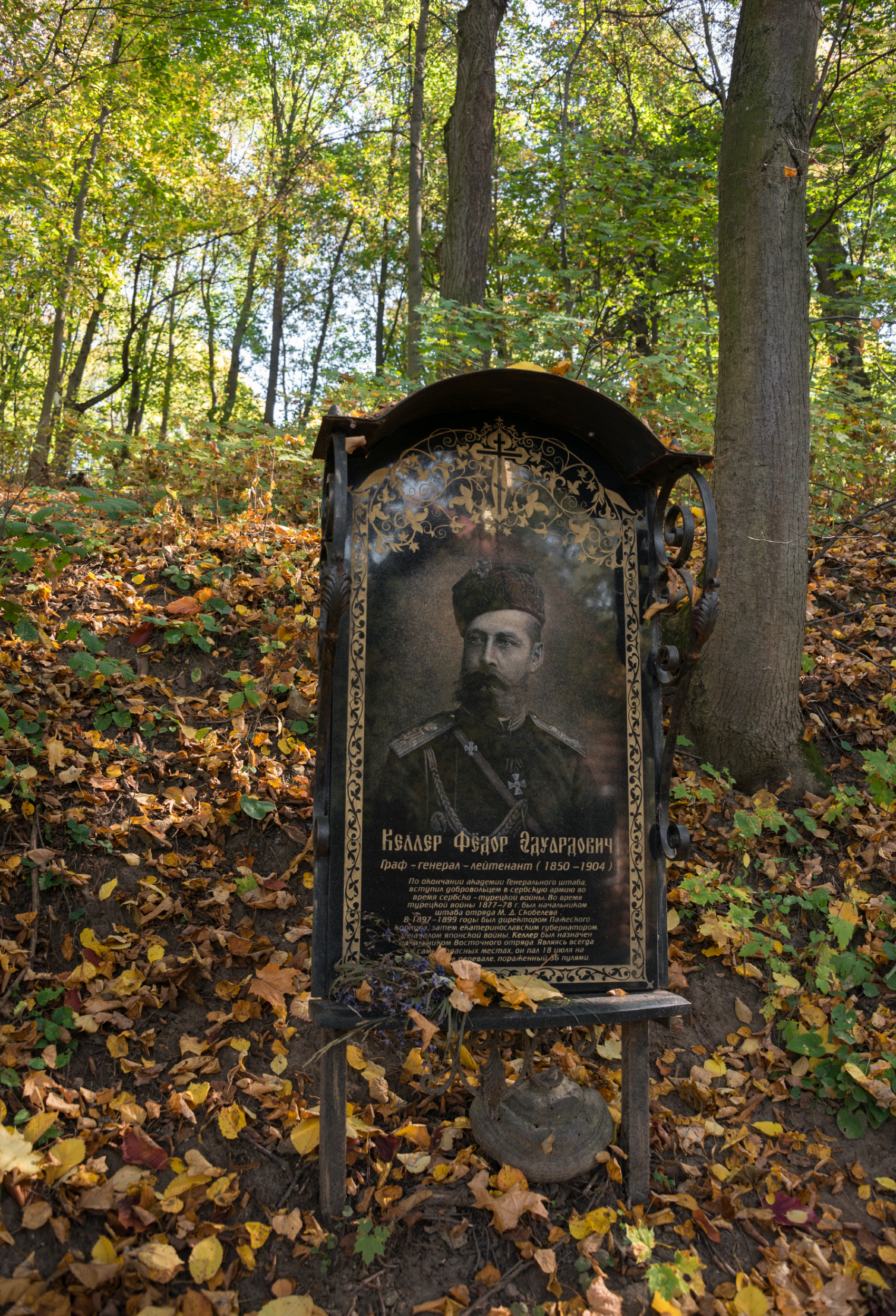
Надгробие на могиле Фёдора Келлера, 2015 год
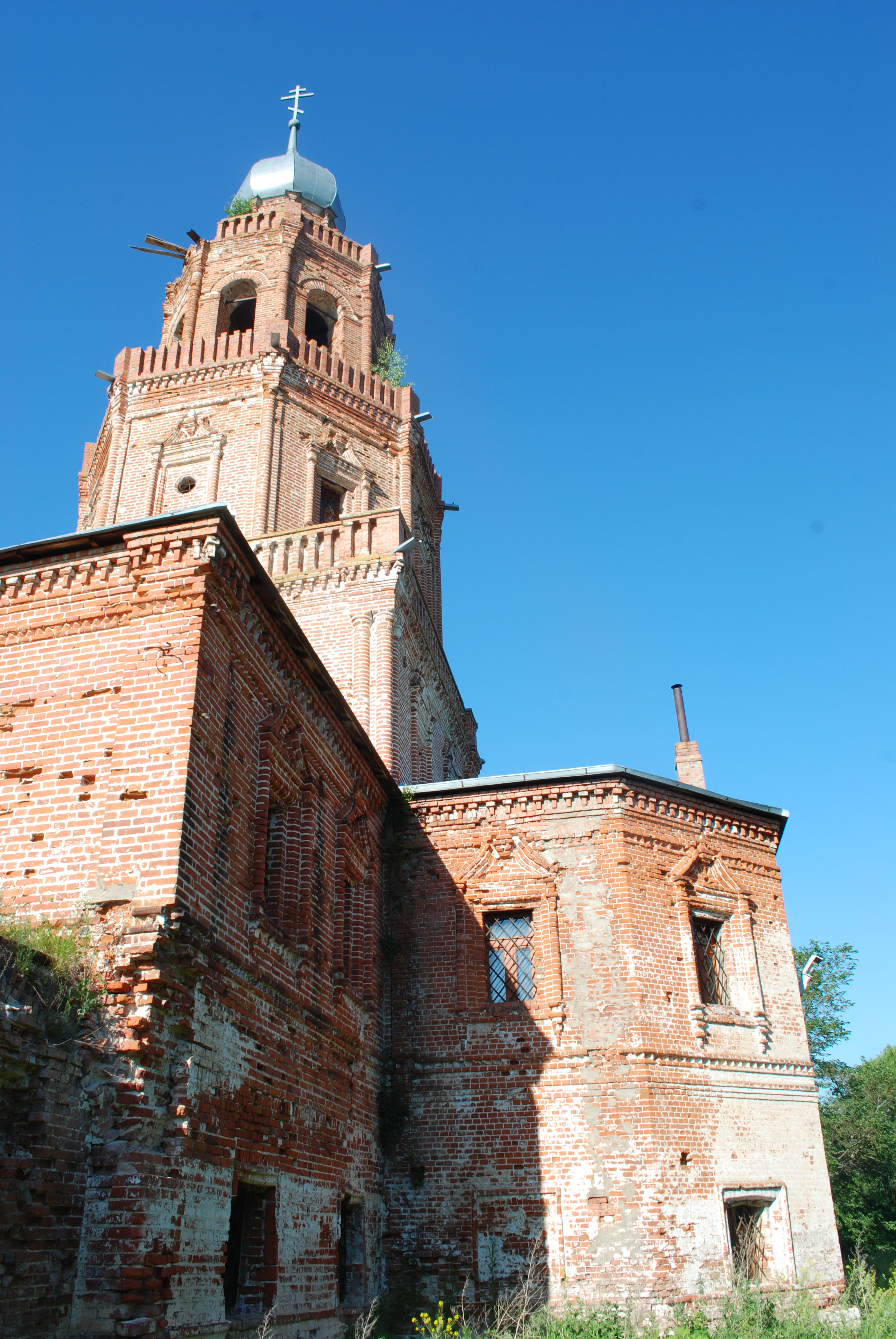
Церковь Вознесения Господня, 2011 год
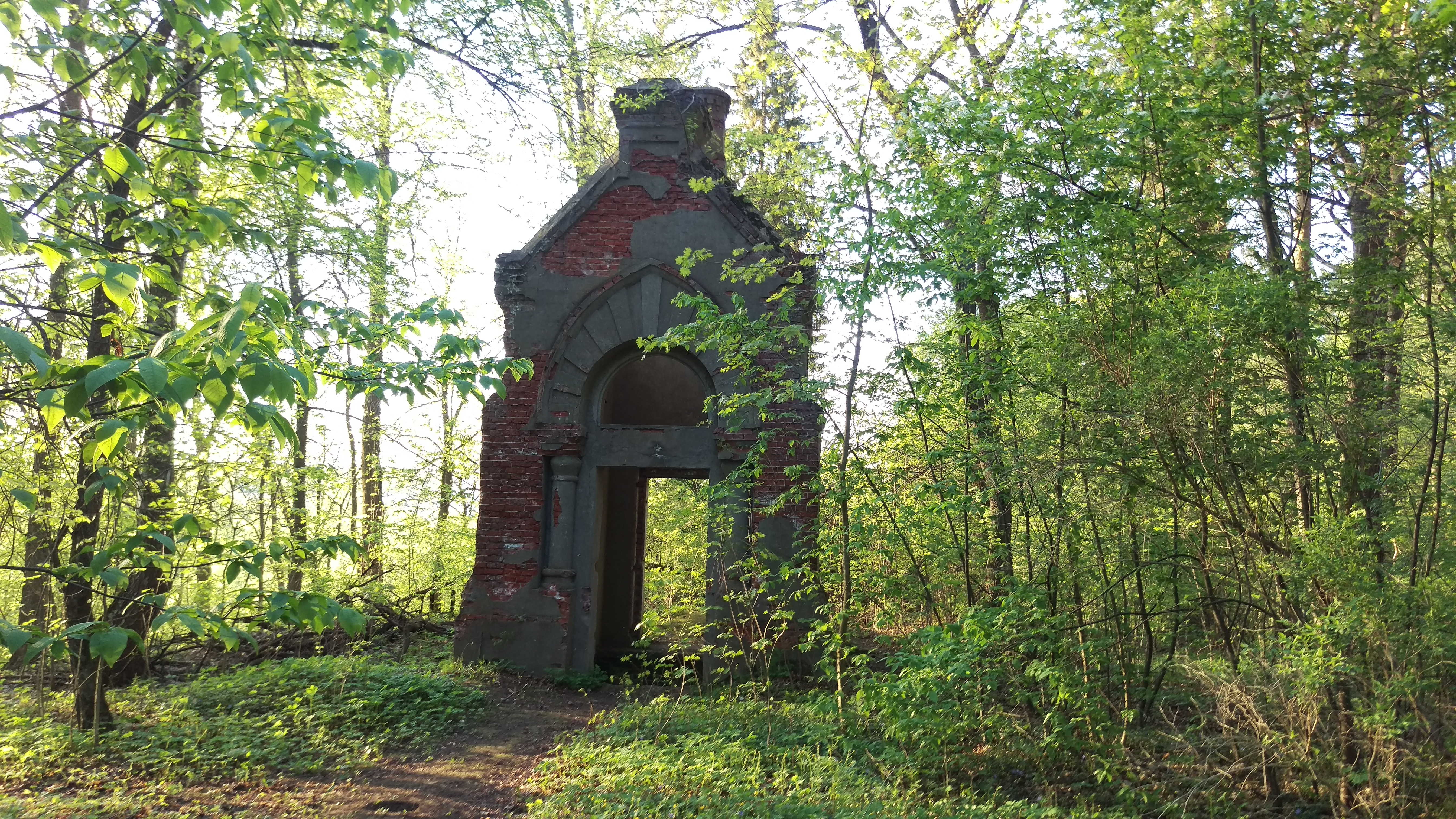
Бывший входной павильон в оранжерею-усыпальницу, 2016 год
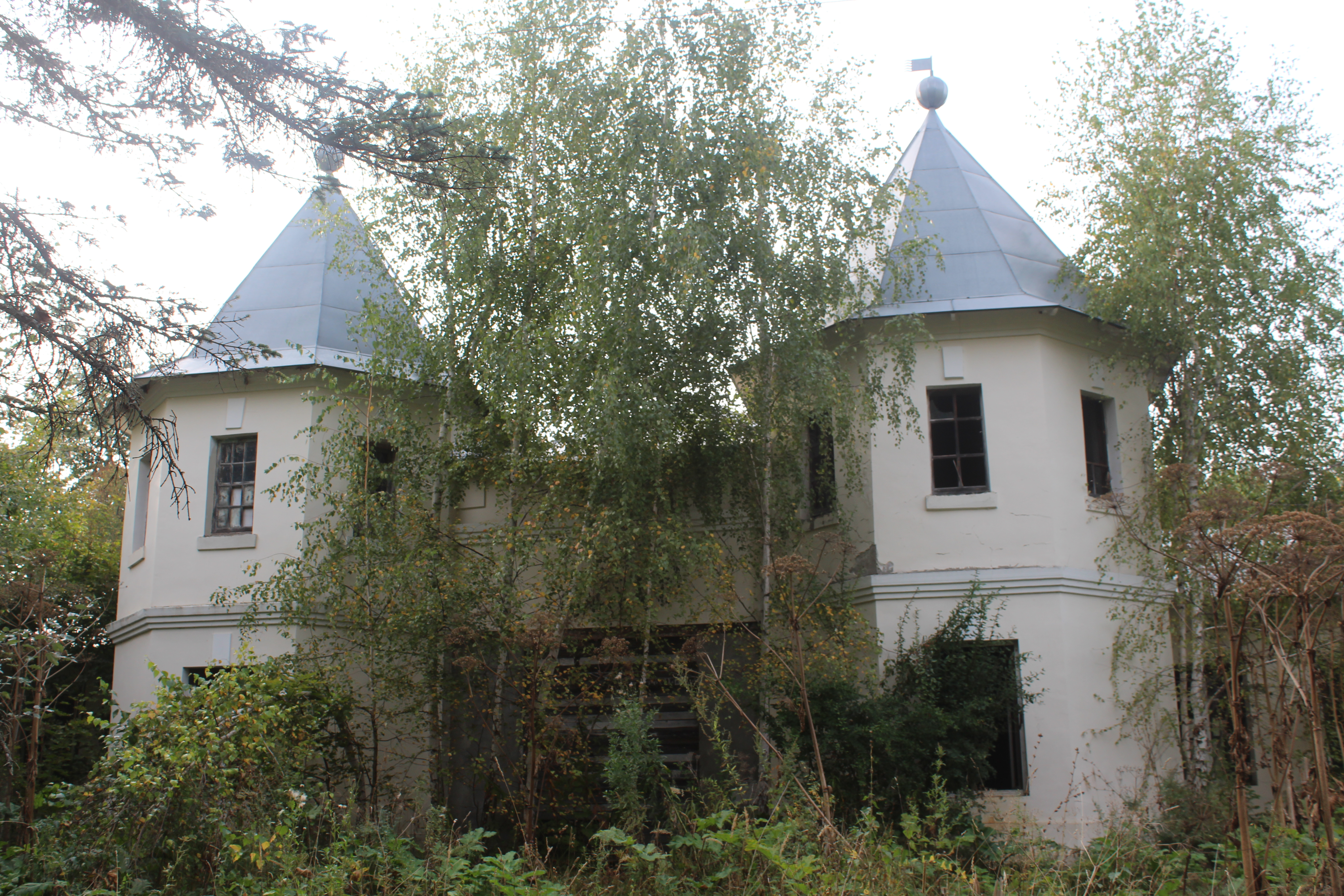
Конный двор, 2018 год
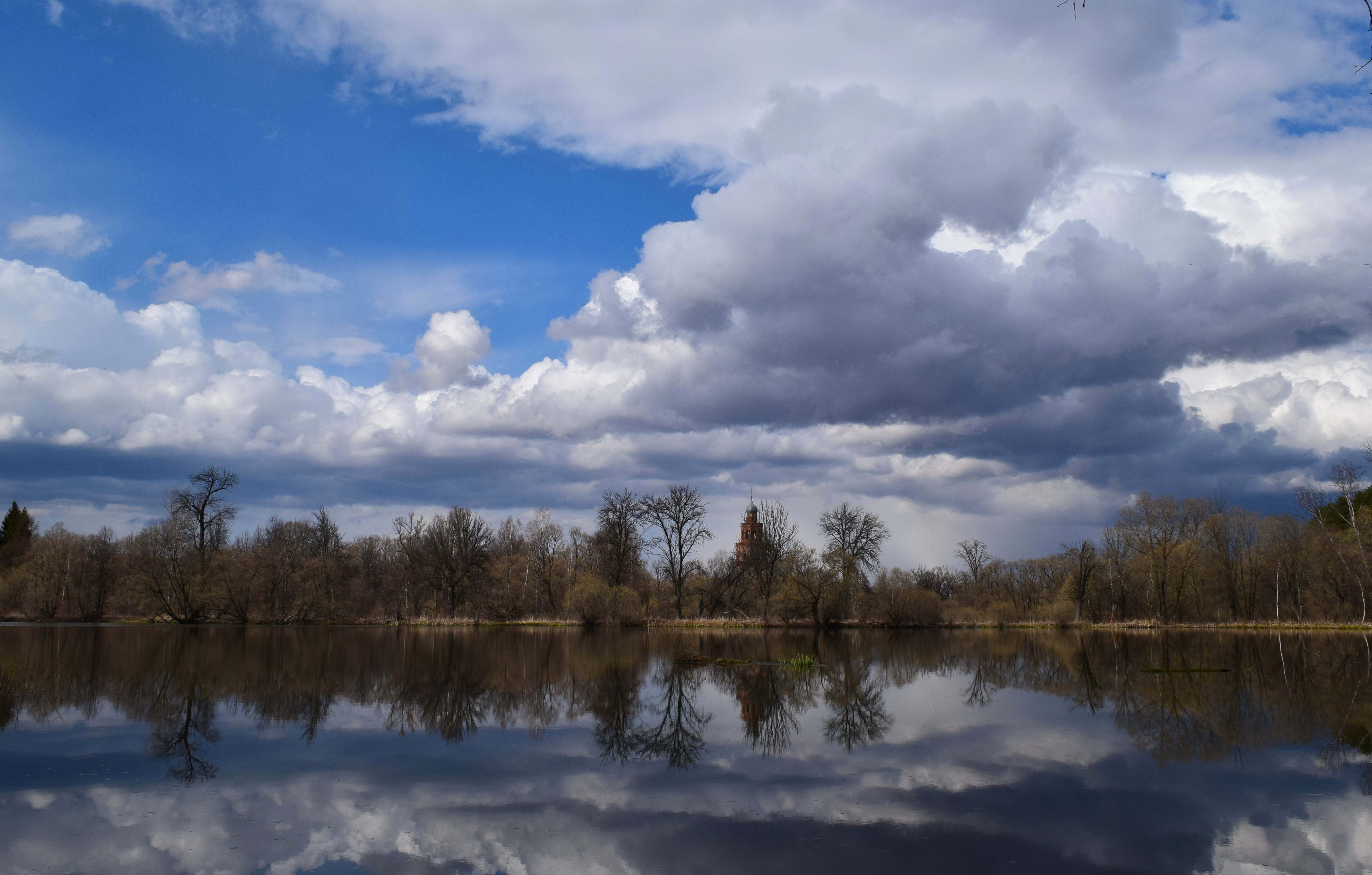
Вид на пруд и церковь